# Austria en los Juegos Paralímpicos de Tokio 1964
Austria estuvo representada en los Juegos Paralímpicos de Tokio 1964 por siete deportistas, cuatro mujeres y tres hombres.

## Medallistas
El equipo paralímpico austríaco obtuvo las siguientes medallas:
| Nombre                        | Deporte       | Evento                                      |
| ----------------------------- | ------------- | ------------------------------------------- |
| Oro                           |               |                                             |
| R. Kuhnel                     | Natación      | 25 m braza completa clase 2 femenino        |
| R. Kuhnel                     | Natación      | 25 m libre prono completo clase 2 femenino  |
| R. Kuhnel                     | Natación      | 25 m libre supino completo clase 2 femenino |
| R. Kuhnel                     | Tenis de mesa | Individual B femenino                       |
| Plata                         |               |                                             |
| I. Driessler                  | Atletismo     | Peso A femenino                             |
| Bronce                        |               |                                             |
| I. Driessler                  | Natación      | 50 m libre prono completo clase 3 femenino  |
| I. Driessler                  | Natación      | 50 m libre supino completo clase 3 femenino |
| Josef Jager                   | Natación      | 25 m braza completa clase 2 masculino       |
| I. Driessler R. Kuhnel        | Tenis de mesa | Dobles B femenino                           |
| Engelbert Rangger             | Tenis de mesa | Individual B masculino                      |
| E. Fliessar                   | Tenis de mesa | Individual B masculino                      |
| Engelbert Rangger E. Fliessar | Tenis de mesa | Dobles B masculino                          |